# Or Nah
Or Nah è un singolo del cantautore statunitense Ty Dolla Sign pubblicato il 7 gennaio 2014 come secondo estratto dal suo EP di debutto Beach House EP.

## Descrizione
Il brano vede la collaborazione del rapper statunitense Wiz Khalifa e del produttore discografico statunitense Mustard. È stato prodotto da Mustard e Mike Free, scritto dagli artisti e dai produttori e campiona i «cigolii del letto» del singolo dei Trillville del 2004 Some Cut.
Il 10 giugno 2014 è stato pubblicato un remix del brano con l'aggiunta vocale del cantautore canadese The Weeknd.

## Video musicale
Il video musicale del remix, diretto da Ryan Patrick, è stato pubblicato sul canale YouTube di Ty Dolla Sign il 13 giugno 2014.

## Tracce
Download digitale
1. Or Nah (feat. Wiz Khalifa e Mustard) – 4:11 (Tyrone Griffin, Cameron Thomaz, Dijon McFarlane, Mike Free, Lemmie Crockem)

Download digitale - remix
1. Or Nah (Remix) (feat. The Weeknd, Wiz Khalifa e Mustard) – 4:02 (Tyrone Griffin, Cameron Thomaz, Dijon McFarlane, Mike Free, Lemmie Crockem, Abel Tesfaye)

## Classifiche
| Classifica (2014) | Posizione massima |
| ----------------- | ----------------- |
| Canada            | 78                |
| Stati Uniti       | 48                |